# Montane graslanden van het Zuidereiland
De montane graslanden van het Zuidereiland (Engels: Southland montane grasslands) vormen een ecoregio op het Nieuw-Zeelandse Zuidereiland. De ecoregio is onderdeel van de WNF-bioom berggraslanden en -struwelen. De ecoregio strekt zich uit over het centrale deel van de Nieuw-Zeelandse Alpen en omvat uitgestrekte alpiene graslanden, valleivelden en montane bossen.

## Geografie
De Nieuw-Zeelandse Alpen strekken zich uit over 500 km, van het noordoosten naar het zuidwesten over de lengte van het Zuidereiland. In de Alpen ligt Mount Cook, met 3.754 m het hoogste punt van Nieuw-Zeeland. Langs de westelijke hellingen is de regenval hoog, terwijl de oostelijke hellingen over het algemeen droger zijn. 

## Flora
Alpien grasland, ook wel bekend als tussock kruidenveld, is de dominante plantengemeenschap in de ecoregio. Alpiene graslanden groeien boven de boomgrens op ongeveer 1200 meter hoogte. Kenmerkend zijn de tussockgrassen, meestal van het geslacht Chionochloa. Deze grassen zijn meestal langlevende, langzaam groeiende vaste planten. Chionochloa flavescens en Chionochloa pallens komen veel voor op jonge en goed gedraineerde bodems, en Chionochloa rigida komt meer voor aan de drogere oostkant van het gebergte. Chionochloa crassiuscula komt voor op grotere hoogten. Onder de tussockgrassen groeien kruidachtige vaste planten, waaronder Aciphylla spp., zegges (Carex spp.) en boterbloemen, met name Ranunculus lyallii, 's werelds grootste boterbloem.
Onder de boomgrens groeien montane bossen van de schijnbeuk (Nothofagus). Nothofagus solandri cliffortoides is algemeen op steile hellingen, en Nothofagus menziesii en Nothofagus fusca zijn overheersend in valleien en lagere hellingen. Op de westelijke hellingen komen gemengde bossen van Nothofagus menziesii  en coniferen en gemengde bossen van deze coniferen met de zuidelijke rata (Metrosideros umbellata) veel voor. De overgang van montane Nothofagusbossen naar alpiene grasland is over het algemeen abrupt. In het westen vormt een gordel van dichte houtachtige struiken, waaronder Dracophyllum traversii, een meer geleidelijke overgang tussen de montane bossen en alpiene graslanden. De struiken Podocarpus nivalis, Hebe spp. en Coprosma spp. groeien dichtbij de boomgrens.

## Fauna
In de ecoregio leven verschillende inheemse vogels van Nieuw-Zeeland, waaronder de grote grijze kiwi (Apteryx haastii), de zuidelijke ondersoort van de kaka (Nestor meridionalis meridionalis), de kea (Nestor notabalis) en de rotswinterkoning (Xenicus gilviventris).

## Bescherming
Uit een beoordeling in 2017 bleek dat 12.035 km², oftewel 5%, van de ecoregio in beschermde gebieden ligt. Beschermde gebieden zijn onder andere:
- Nationaal park Aoraki/Mount Cook
- Nationaal park Arthur's Pass
- Nationaal park Mount Aspiring
- Nationaal park Nelson Lakes
- Nationaal park Westland Tai Poutini

- Adams Wilderness Area
- Craigieburn Forest Park
- Eyre Mountains/Taka Ra Haka Conservation Park
- Mavora Lakes Stewardship Area